# Ophryophryne pachyproctus
Ophryophryne pachyproctus är en groddjursart som beskrevs av Zhi-Tong Kou 1985. Ophryophryne pachyproctus ingår i släktet Ophryophryne och familjen Megophryidae. IUCN kategoriserar arten globalt som livskraftig. Inga underarter finns listade i Catalogue of Life.